# Cam târziu...
Cam târziu... este o operă literară scrisă de Ion Luca Caragiale. 